# Lasiurus minor
Lasiurus minor é uma espécie de morcego da família Vespertilionidae. Pode ser encontrada nas Bahamas, Hispaniola e Porto Rico.